# プラレールハイパーシリーズ
プラレールハイパーシリーズは、タカラトミーが2008年から2012年まで発売していた情景玩具シリーズの名称。

## 概要
特別鉄道警備隊「ハイパーガーディアン」の名称で展開された。各隊員はプラキッズで再現されており、一般隊員以外のキャラクターはそれぞれ専用の顔が印刷されていた。
同シリーズは2010年以降欧米市場でも展開されており、現地では「TOMICA Hyper City Rescue」の名称で発売されている。2012年以降からは国内版である本作をリペイントした（ハイパーレスキューやハイパーブルーポリスも区分なく纏めて「Hyper City Rescue」に含まれているため、ロゴの一部等が変わっている）海外版のオリジナル商品として販売された。
公式から正式なアナウンスはされていないが、2011年発売の「ダブルライナー」を最後にシリーズ展開は事実上終了した。その後、トミカプラレールビデオ2012と2012年度の後半のカタログにて、トミカハイパーシリーズの新プロジェクトとして発表され、2013年にはトミカハイパーシリーズの3チームに所属する特殊車両が登場している。

## ハイパーガーディアン
トミカプラレールタウンを事故や事件、災害から守るため世界中から集められた鉄道のスペシャリストにより構成された鉄道警備隊。Gヘキサゴンを中心にガーディアン6と呼ばれる6つの部隊で構成されている。各部隊は共同作戦を取ることもある。また、兄弟部隊ブランドであるハイパーレスキューとハイパーブルーポリスとも共同作戦を取ることもある。

### 隊員
ハヤテ隊長
ハイパーガーディアンシリーズの主人公。
ハヤブサ副隊長
ハヤテ隊長の弟。
マスターゼロ
ハイパーガーディアン初代隊長で、ハヤテ隊長とハヤブサ副隊長の実父。
ノゾミ隊員
機動警察部隊所属。
ヒカリ隊員
ノゾミ隊員の双子の弟。
コダマ隊員
マックス隊員
コマチ隊員
ハイパーガーディアンの紅一点。
アサマ隊員
ヤマビコ隊員
ツバメ隊員
他ガーディアン6それぞれに色分けされた一般隊員や作業ロボット「テツオ量産型」が居る。

### Gヘキサゴン
ハイパーガーディアン大回転ステーション
ガーディアン6が集結する巨大ロータリー基地。各部隊が行きかう発着ステーション、出動要請をする司令塔、車両メンテナンスの整備ロータリーなどを備えハイパー転車台により360度全方向への監視や単線変更が可能となる。オペレーターはツバメ隊員。2011年以降からは登場しなくなった。

### 大型車両部隊

#### 車両

##### ライナー
■エクスガイナー
全長66.6m、全幅8.4m、全高11.6m、車両重量666t、最高速度250km/hの電気機関車。2両編成でプラキッズ、ハイパーブルーポリスガードランナーやハイパーレスキュー1号、2号、ハイパーレスキューとハイパーブルーポリスのミニコンテナの輸送も可能。パンタグラフはハイパーレスキュードクターコンテナのヘリポートとなる。また、移動司令基地としての役割も果たす。ハヤテ隊長が運転する。グランドガイナーが登場した以降、登場しなくなった。
□グランドガイナー
全長77.7m、全幅13.0m、全高13.3m、車両重量600t、最高速度777km/hの新幹線型車両。4両編成のグランドライナー（1両目と4両目には検査ルームが設置されている）とグランドジェットが変形合体することで完成する。前後にレールを繋ぎ、変形基地「グランドステーション」に変形できる。この形態では、内部を列車が通過する際レバーアクションで、カーゴルームに搭載されたハイパーシリーズトミカ（別売り）を発進させるシューター機能があった。ハヤテ隊長が運転する。
■マスターライナー
全長66.6m、全幅3.8m、全高4.0m、車両重量333t、最高速度555km/hのマルチ車両。現場で発車機に変形しビークルを発車するマスターライナー、ダブルカッターで障害物を切断するカッターライナー、巨大アームでどんな障害物も撤去するアームライナーがあり、これら先頭車両のいずれかに動力車両とマスターライナー専用のライナーカーゴが接続する。また、マスターライナー、カッターライナー、アームライナー、動力車両、ライナーカーゴの5つを接続することもできる。マスターゼロが運転する。
□ダブルライナー
全長88.8m、全幅3.3m、全高4.0m、車両重量400t、最高速度777km/hの新幹線型車両。W1（ダブルライナー01系）とW2（ダブルライナー02系）の2つが合体することでハイパーダブルライナーとなる。各ライナーから分離しウィングモードとなることで先頭車両や他のライナーと合体することができる。ライナーポリスはポリスウィング、ライナードリルはドリルウィング、ライナーレスキューはレスキューウィング、ライナードックはドックウィングにそれぞれ変形できる。それぞれのライナーはダブルキャノンを装備している。ハヤブサ副隊長が運転する。同シリーズ最後の新型車両。

### 機動警察部隊

#### ライナー
□パトライナー
全長40.2m、全幅3.3m、全高3.8m、車両重量120t、最高速度555km/hの高速パトロール車両。3両目にレール上を走行できるサポートビークルを搭載できる。ノゾミ隊員が運転する。
□パトライナー02
全長40.2m、全幅3.3m、全高3.8m、車両重量123t、最高速度400km/hの広域パトロール車両。3両目にレール上を走行できるサポートビークルを搭載できる。ヒカリ隊員が運転する。同じ部隊のパトライナーのリペイントである。2011年以降からは登場しなくなった。

### 特殊工作部隊

#### 車両

##### ライナー
■ドリルライナー
全長37.9m、全幅3.8m、全高4.2m、車両重量235t、最高速度210km/hの重建機車両。1両目は先端のガトリングドリルで岩盤や障害物などを粉砕できる。3両目は切り離すことでレール上を走行できるライナードーザーとなる。コダマ隊員が運転する。
■シールドライナー
全長38.9m、全幅3.8m、全高4.3m、車両重量220t、最高速度200km/hの掘削専用車両。1両目は先端のシールドドリルで岩盤や障害物などを粉砕できる他、トンネルを掘ることができる。3両目は切り離すことでレール上を走行できるライナーダンプとなる。コダマ隊員が運転する。1両目は同じ部隊のドリルライナーのリデコ、2両目は同じ部隊のドリルライナーのリペイントである。

#### ベース
トリプルシューター
2つのオペレーションシートとサポートビークルを射出する3基のシューター（カタパルト）が配置された簡易基地。

### 災害救助部隊

#### 車両

##### ライナー
■ファイヤーライナー
全長38.9m、全幅3.5m、全高3.9m/ハシゴ20m、車両重量151t、最高速度303km/hのレスキュー車両。1両目は特急タイプからレスキュータイプの2タイプに変形ができる。3両目は切り離すことでレール上を走行できるライナーラダーとなる。マックス隊員が運転する。
□アンビュライナー
全長42.0m、全幅3.5m、全高3.9m、車両重量138t、最高速度280km/hのレスキュー車両。3両目のライナーエイダーに、サポートビークルを搭載できる。また、非常時には緊急オペルームとなる。コマチ隊員が運転する。

### 特別輸送部隊

#### 車両

##### ライナー
■トランスライナー
全長77.7m、全幅3.6m、全高4.0m、車両重量345t、最高速度220km/hの長編成機関車。専用貨車ライナーカーゴはサポートビークルやトミカを輸送する。アサマ隊員が運転する。
■カーゴライナー
全長55.5m、全幅4m、全高4m、車両重量175t、最高速度220km/hの電気機関車。パープルカーゴと共同で積み下ろしを行う。アサマ隊員が運転する。

### 車両整備部隊

#### 車両

##### ライナー
■メカドックライナー
全長38.5m、全幅3.8m、全高4.3m、車両重量189t、最高速度275km/hのメンテナンス車両。1両目は作業ロボットに変形可能。3両目はライナー及びサポートビークルとハイパーシリーズトミカの修理が可能。ヤマビコ隊員が運転する。

### サポートビークル
スカイ■□
空中支援をする小型ヘリ。災害救助部隊では負傷者をコンテナごと搬送できる。ホワイトセイバーの救急コンテナやメカドックライナーのメカユニットと合体することにより緊急ヘリとなる。トランスライナーのライナーカーゴ、パトライナー3両目、アンビュライナー3両目に搭載可能。
サーチ■■■■■■
レール上を走行可能な連絡用バギー。緊急時には列車を牽引するパワーを有する。特殊工作部隊はDVD限定である。
チェイサー□■■■■■
レール上も走行可能な連絡用バイク。ムーバー（チューナー）系車両や同系チェイサーと合体してレール上を走行することもできる。災害救助部隊はDVD限定である。
ムーバー&チューナー■■
2機有する、サポートビークル。チェイサー型バイクや同型のムーバー（チューナー）型車両と並列合体してレール上の走行もできる。特殊工作部隊は障害物除去用のドリル、車両整備部隊は車両整備用のアームになっている。
ポーター■■
列車と連結可能な量産型人員輸送車両。前後副座型で列車用連結器を有する。
キャリアー■□■■
レール上も走行可能な小型トラック。キャリアー系と汎用シャーシーを持ち、荷台には特殊工作部隊と車両整備部隊は小型ブルドーザー、特別輸送部隊では大型作業アームコンテナ、災害救助部隊は負傷者搬送用コンテナを搭載しており、これらの装備は切り離し可能。
ブラックスピーダー
レール上を走行可能な連絡用スポーツカー、マスターライナーに搭載。